# Roxen
Roxen is een meer in het Zweedse landschap Östergötland. Het meer is 97 km² groot, maximaal 8 meter diep en ligt op 32 meter boven de zeespiegel. Het meer ligt iets ten oosten van het Vättermeer, het op een na grootste meer van Zweden. De rivier de Motala ström en het Götakanaal lopen beide door het meer. Iets ten zuiden van het meer ligt de stad Linköping. De belangrijkste bronnen van het meer zijn de rivieren Motala ström, Svartån en Stångån. De belangrijkste uitloop van het meer is de rivier de Motala ström.
Sinds 19 november 2001 is een 4170 hectare groot gebied in het westen van het meer een ramsargebied vanwege het grote aantal vogels in dit deel van het meer. De in Zweden zeldzame vis roofblei komt voor in het meer.